# Balkanoorlog (582-602)

Balkan 582-612

De Balkanoorlog (582-602) of  Mauricius' Balkancampagne is een oorlogscampagne van keizer Mauricius in een poging zijn Donaulimes te vrijwaren van buitenlandse invallen, voornamelijk de Avaren en de Slaven.

## Achtergrond
De opkomst van de Gokturken in Centraal-Azië zal tot gevolg hebben dat de Avaren, die leefden aan het Aralmeer verdreven werden naar het Westen, richting Balkan. De Gepiden, vazallen van het Byzantijnse Rijk, hadden de opdracht aanvallen van uit het noorden op te vangen.
Toen bleek dat zij niet opgewassen voor hun taak, nam keizer Justinianus I contact op met de Longobarden en kocht hij de vrede af van de Avaren (558).
Keizer Justinus II (565-578), opvolger van Justinianus erfde een lege staatskas en kon zijn belagers niet meer betalen.  De Lombarden bezetten Italië (568), de Avaren bezetten de Pannonische vlakte en er brak een nieuwe Romeins-Perzische oorlog uit de Byzantijns-Sassanidische oorlog (572-591), waarbij hij Syria verloor.
Tiberius II Constantijn, de opvolger van Justinus, had wel weer wat geld en kon zo de vrede voor enige tijd afkopen, maar toen keizer Mauricius aan de macht kwam (582) was de staatskas wederom leeg.

## Periode 582-591
Khan Bayan I van de Avaren verhoogde de afkoopsom en toen hij die niet kreeg veroverde hij Sirmium, ooit een van de vier hoofdsteden van het Romeinse Rijk en rukte verder op. Om erger te voorkomen was Mauricius in 584 verplicht de som te betalen. Had hij vrede met de Avaren, dan had hij die niet met de Slaven. De Balkan werd onophoudend geplunderd. Weinig kon hij doen want al zijn energie ging naar de oorlog met de Sassaniden.

## Periode 591-602
Een keerpunt kwam toen er in 590 een paleisrevolutie uitbrak aan het Perzische hof. Een van de troonpretendenten Khusro II kwam hulp vragen aan Mauricius en kreeg die. Eenmaal Khusro aan de macht werd tussen beide vrede gesloten en kon Mauricius zijn pijlen richten op zijn noordgrens. Vlot verliep de campagne niet. Tegen 594 had hij de plunderende Slaven onder controle.
Het feit dat Avaren ook geen grote overwinningen meer konden boeken tegen de Byzantijnen, vielen ze in 596-597 de Franken aan. Eind 597 hervatten de Avaren de oorlog, richting Constantinopel. Mauricius verrast, was verplicht vrede te sluiten, door opnieuw te betalen.
Mauricius hervormde zijn leger, verbrak de vrede en haalde een grote overwinning tijdens de slag bij Viminacium (599). De veer was gebroken, Avaarse troepen begonnen te muiten en de Donaulimes kon worden hersteld (602).

## Afloop
Zodra de oorlog was afgelopen, begon Mauricius te beknibbelen op de salarissen van zijn soldaten, om zo zijn financiën op te krikken. Woedend kwamen zijn soldaten in opstand en kozen Phocas als nieuwe keizer. Enige tijd later werd Mauricius en zijn familie onthoofd.